# Campylomyza flavipes
Campylomyza flavipes är en tvåvingeart som beskrevs av Johann Wilhelm Meigen 1818. Campylomyza flavipes ingår i släktet Campylomyza och familjen gallmyggor. Arten är reproducerande i Sverige. Inga underarter finns listade i Catalogue of Life.